# Fehmarnská úžina

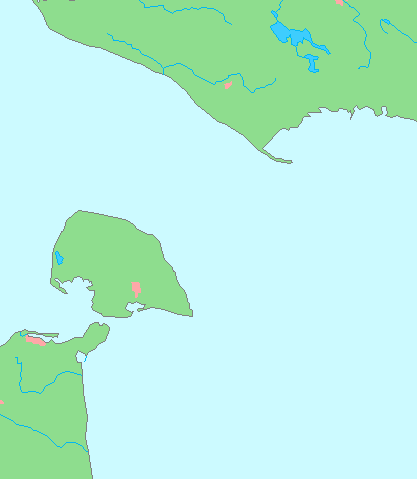
Fehmarnská úžina. Německý ostrov Fehmarn se nachází na jihu a dánský ostrov Lolland na severu

Fehmarnská úžina (dánsky Femern Bælt) je úžina spojující Kielský záliv a Meklenburský záliv v západní části Baltského moře mezi německým ostrovem Fehmarn a dánským ostrovem Lolland. 
Úžina je 18 kilometrů široký prostor s hloubkou 20–30 metrů. Proudy v průlivu jsou slabé a většinou závislé na větru.
Úžina nese jméno podle německého ostrova Fehmarn (dánsky Femern). Společnost Scandlines provozuje trajekty spojující Puttgarden a Rodby na obou ostrovech.
Fehmarnsundský most, (německy Fehmarnsundbrücke), spojuje německý ostrov Fehmarn v Baltském moři s německou pevninou u Großenbrode přes mořskou úžinu Fehmarnsund.

## Tunel pod Fehmarnskou úžinou
Dánská a německá vláda dohodly v červnu 2007 vybudovat spojení, které by nahradilo trasu trajektu a spojilo tak pobřežní německý ostrov Fehmarn a dánský ostrov Lolland. Tunel pod Fehmarnskou úžinou je 17,6 km dlouhý ponořený železniční a silniční podmořský tunel ve výstavbě. Po dokončení by měl umožnit přímé železniční a dálniční spojení mezi severním Německem a jihem Dánska. Výstavba začala v lednu 2021, tunel by měl být dokončen v roce 2029. Mělo by jít o nejdelší ponořený tunel na světě.  Tunel má mít tři samostatné jednotky, dvě obsahující po dvou dálničních pruzích každá, a jedna jednotka bude obsahovat dvoukolejnou trať. Ušetří 1 hodinu při překročení úžiny a bude poskytovat větší kapacitu.